# Robin Hood (opera)
Robin Hood è una ballad opera di Michael Tippett basata sulla leggenda di Robin Hood. Composta nel 1934, la partitura rimane inedita. Tuttavia Tippett in seguito utilizzò una versione ampliata dell'ouverture come finale della sua Suite in D major (For the Birthday of Prince Charles) del 1948.

## Origine
Durante la grande depressione degli anni '30 Tippett fu ingaggiato per organizzare la vita musicale di alcuni campi di lavoro per minatori disoccupati nel North Yorkshire. Come parte del suo lavoro lì rivide e ridusse L'opera del mendicante di John Gay per eseguirla nella sala della chiesa accanto all'Istituto dei minatori a Boosbeck. Incoraggiato dal suo successo, compose una sua opera ballata, Robin Hood, con un sottotesto che rifletteva le difficoltà incontrate dai minatori disoccupati.
Fu eseguita per la prima volta nel 1934 dagli abitanti dei villaggi locali, dai minatori e dagli studenti nei campi di lavoro. Sebbene sia stata un successo sia per i partecipanti che per il pubblico, il lavoro ha poca somiglianza con lo stile maturo del compositore e Tippett in seguito non ha permesso che fosse eseguito. Tuttavia alcune delle canzoni dell'opera sono state cantate di nuovo nel 2009 allo Station Hotel di Boosbeck e registrate per il Program Music Matters di BBC Radio 3.